# Acronicta raphael
Acronicta raphael là một loài bướm đêm trong họ Noctuidae.